# Байон
Байон (кхмер. ប្រាសាទបាយ័ន, Prasat Bayon) — храмовый комплекс в центре Ангкор-Тхома, построен в XII веке в честь Джаявармана VII.
Храм имеет три уровня и его окружают три стены. Основная часть декора храма — изображение бытовой и повседневной жизни кхмеров. Есть также глухая стена высотой в 4,5 метра на которой изображены сцены победы Джаявармана VII над чамами в битве на озере Тонлесап.
В 1925 году храм был распознан как буддийское святилище, а в 1928 году, благодаря стараниям Ф. Штерна и Ж. Седеса был правильно датирован.
В 1933 году в скважине фундамента нашли статую Будды, в чертах лица которого было внешние сходство с Джаяварманом VII и которая во время брахманистской реставрации (сразу после смерти Джаявармана VII) была осквернена. Она была отреставрирована и установлена на террасе в к востоку от южного Кхлеанга.

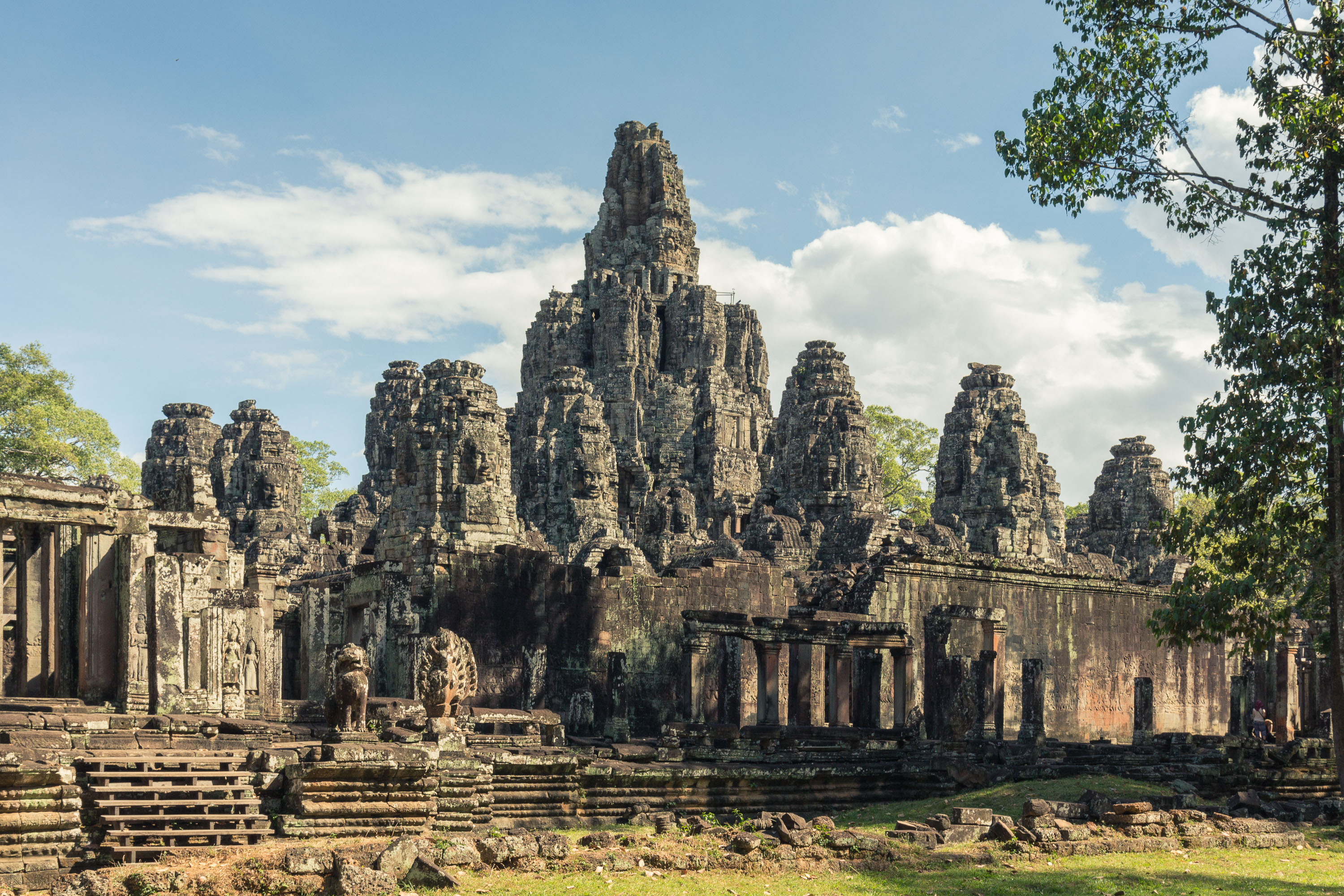
Байон
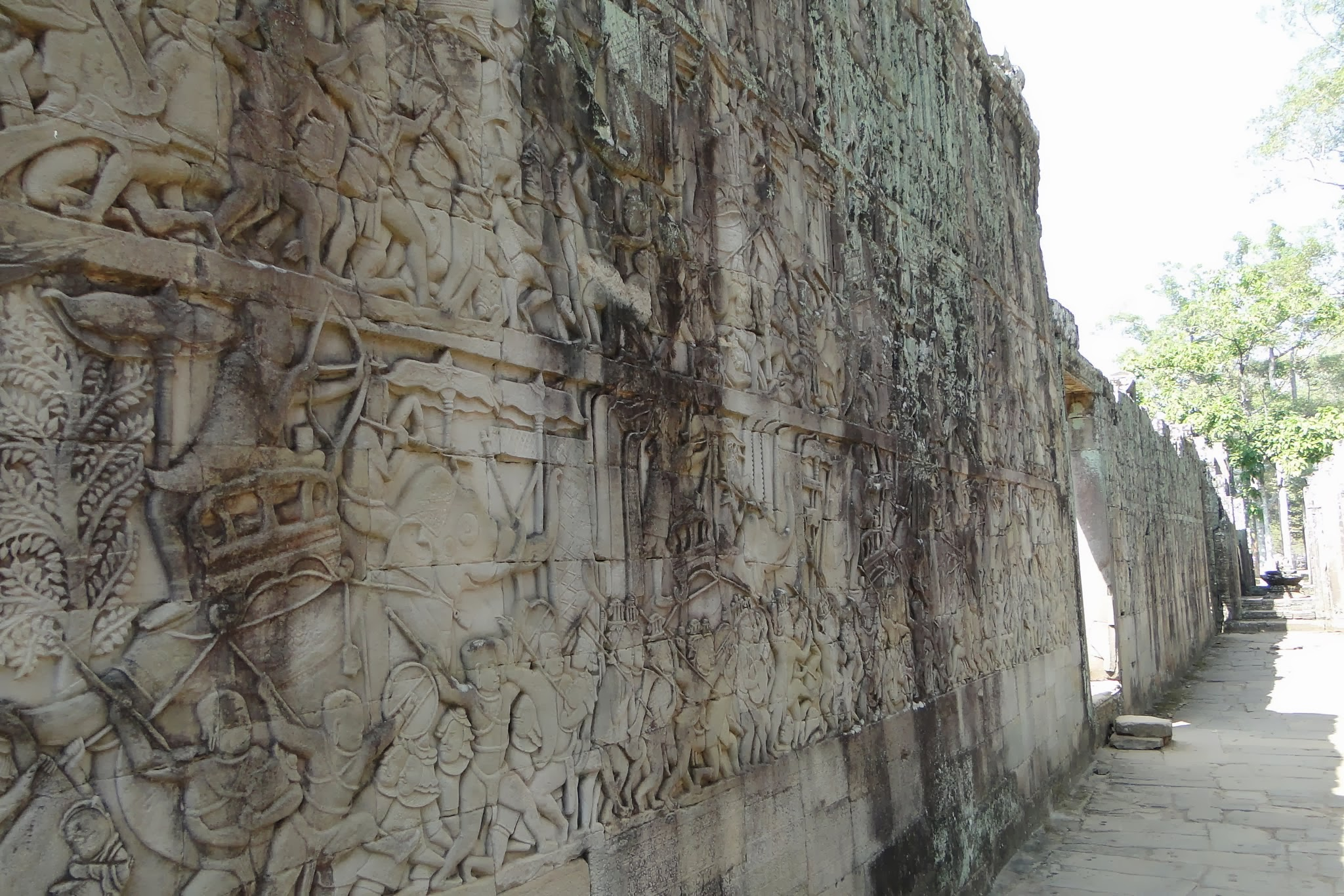
Большой барельеф на внешней стене
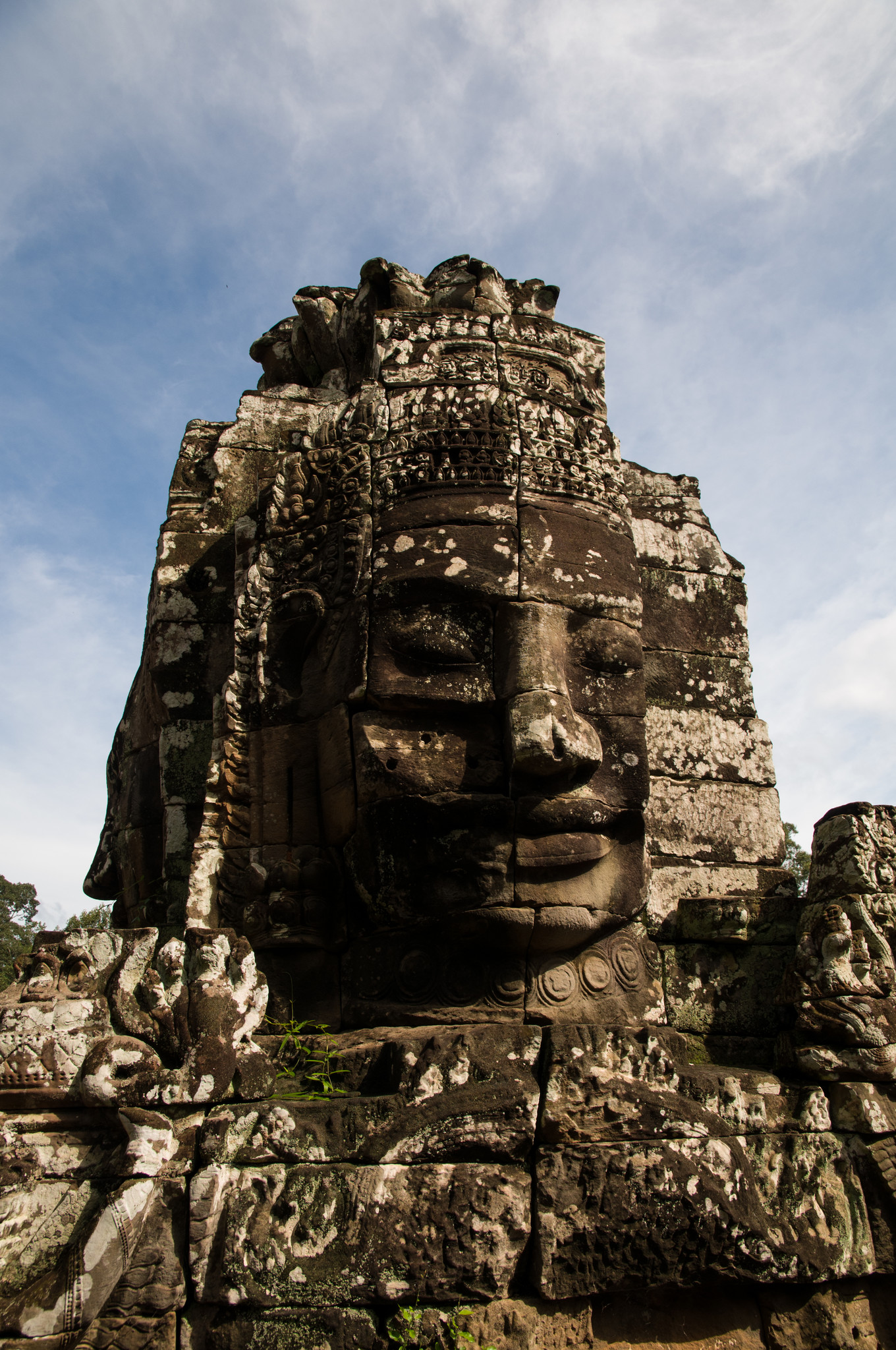
Храм Байон, Камбоджа